# 1983 EV
1983 EV är en asteroid i huvudbältet som upptäcktes den 10 mars 1983 av den amerikanske astronomen Evan Barr vid Anderson Mesa Station.
Asteroiden har en diameter på ungefär 12 kilometer.